# Nucléation

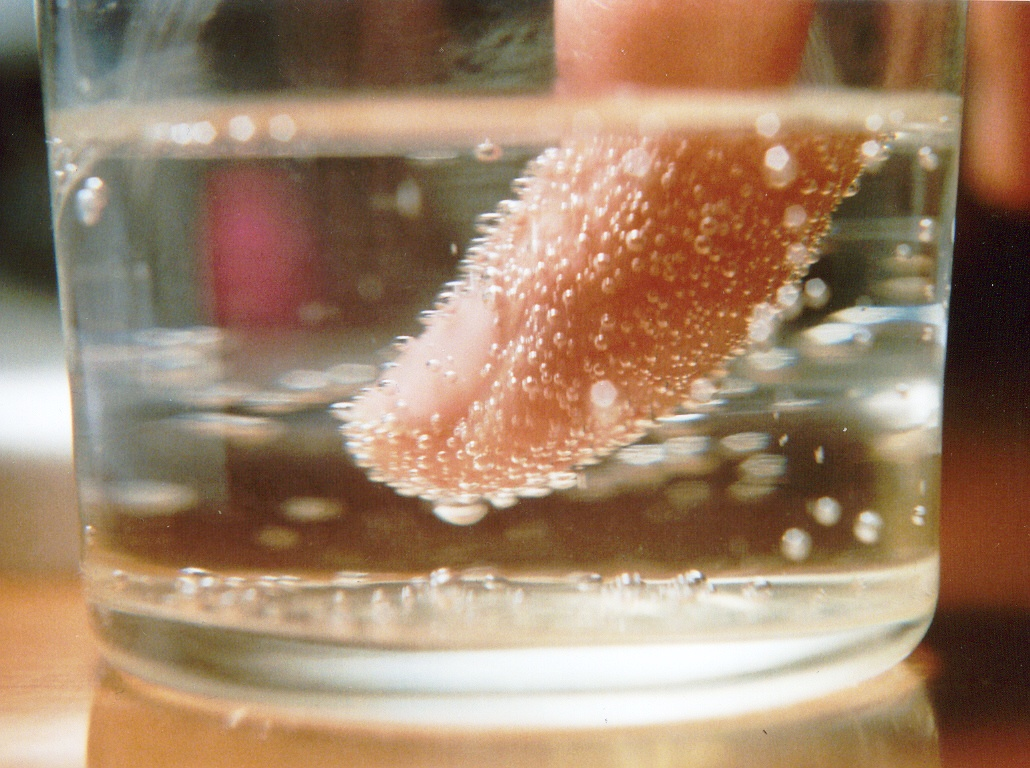
Nucléation de bulles de CO2 autour d'un doigt.

La nucléation (ou germination) est l'apparition de petits domaines ou amas moléculaires (appelés nuclei, embryons ou germes) d'une nouvelle phase à l'intérieur ou à la frontière d'une phase homogène, devenue instable en raison d'une modification de la température, de la pression ou de sa composition.
La nucléation est une étape indispensable à la réalisation de la plupart des transitions de phase (fluide ↔ fluide, solide ↔ solide et fluide → solide). Les principales exceptions sont les transitions solide → fluide (fusion ou sublimation d'un solide) et les transformations solide ↔ solide displacives.
La nucléation est beaucoup étudiée en raison du rôle crucial qu'elle joue dans de nombreux phénomènes naturels (comme les précipitations atmosphériques qui nécessitent la présence de centres de nucléation — appelés noyaux de condensation ou de glaciation — ou la différenciation des roches magmatiques) et, sur le plan technique, dans le contrôle des propriétés structurelles (taille, pureté, morphologie et structure des cristaux) et mécaniques (dont la résistance à la fracturation) des matériaux cristallins confectionnés par l'industrie.
Ces études sont difficiles sur le plan expérimental en raison de la petite taille des nuclei — typiquement de l'ordre de cent à mille atomes —, de leur courte durée de vie et de leur mobilité, et sur le plan théorique parce que la nucléation ne s'explique pas dans le cadre de la thermodynamique macroscopique classique et nécessite de prendre en considération les fluctuations statistiques (qui mettent en jeu des grandeurs physiques mal connues quantitativement).

## Théorie

### Nucléation homogène et nucléation hétérogène
Les germes de la nouvelle phase peuvent se former au sein même de la phase devenue instable (« nucléation homogène ») ou bien sur les parois du récipient ou à la surface d'autres phases (bulles, gouttelettes ou cristaux) déjà présentes sous forme dispersée dans cette phase (« nucléation hétérogène »).
En pratique la nucléation est très généralement hétérogène dans l'air et dans les solutions aqueuses en raison de l'abondance des particules solides ou fluides d'autres phases (poussières, gouttelettes, bulles), sauf quand ils sont particulièrement purs. Elle est en revanche souvent homogène dans les sels fondus.

### Cristallisation: une ou deux étapes
Quand la nouvelle phase est cristalline, son apparition peut passer par la formation de germes non cristallins ou d'une phase cristalline différente de la phase finale. Deux schémas peuvent ainsi expliquer la formation de cristaux à partir d'une solution sursaturée : 
- le premier schéma, dit classique, s'applique au cas où la taille des amas cristallins fluctue par ajout ou retrait d'espèces monoatomiques ("monomères")[3]. La croissance est favorisée par l'énergie de formation du cristal, tandis que la dissolution est favorisée par la tension superficielle de l'interface créée entre l'amas cristallin et son environnement liquide. Les deux effets se contrebalancent pour une taille d'amas particulière, dite « taille critique ». Par conséquent, les amas cristallins plus petits que la taille critique tendent à se redissoudre sous l'effet des fluctuations thermiques; inversement, les amas cristallins plus grands que la taille critique tendent à croître en moyenne, jusqu'à former des cristaux macroscopiques ;
- le second schéma, dit à deux étapes, a été initialement proposé pour décrire la cristallisation des protéines et s'appuie sur la formation d'un amas cristallin (cluster) renfermant une solution des espèces à cristalliser, suivie de la réorganisation de façon ordonnée de ces espèces pour donner un germe qui à l'instar du modèle classique grossit pour donner un cristal volumineux.

### Taille critique des germes
La formation d'un germe de rayon r à partir de la phase préexistante requiert l'enthalpie libre :
{\displaystyle W={\frac {4}{3}}\pi r^{3}\Delta G+4\pi r^{2}\sigma }
où {\displaystyle \Delta G=G_{2}-G_{1}} est la différence entre l'enthalpie libre volumique de la nouvelle phase (no 2) et celle de la phase préexistante (no 1), et {\displaystyle \sigma } l'énergie surfacique de l'interface 1-2 (égale à la tension superficielle quand les deux phases sont fluides).
W vaut zéro pour {\displaystyle r=0}. Comme {\displaystyle \Delta G} est négatif (puisque la phase initiale est devenue instable au profit de la seconde), W est une fonction croissante puis décroissante de r, passant par un maximum {\displaystyle W^{*}} pour {\displaystyle r=r^{*}}, avec :
{\displaystyle r^{*}={\frac {2\sigma }{-\Delta G}}\quad \mathrm {et} \quad W^{*}={\frac {16}{3}}\pi {\frac {\sigma ^{3}}{\Delta G^{2}}}}
Les germes décroissent spontanément (se dissolvent) si {\displaystyle r<r^{*}} (parce que l'enthalpie libre diminue si r diminue) et croissent spontanément si {\displaystyle r>r^{*}} (parce que l'enthalpie libre diminue si r augmente).